# Il migliore (romanzo)
Il migliore (The Natural) è un romanzo di Bernard Malamud pubblicato nel 1952.
Diviso in due capitoli (Preliminari e Alla battuta!), il romanzo narra di un giocatore di baseball (Roy Hobbs) che per colpa di una donna non riesce ad entrare in massima serie. A distanza di anni, il protagonista vuole chiudere i giochi. Tema dominante è la voglia di riscatto individuale del protagonista, che scivola e si confonde nella voglia riscatto di un'intera generazione di americani.

## Opere derivate
- Il migliore (The Natural, 1984), regia di Barry Levinson

## Edizioni
- Il migliore, trad. di Mario Biondi, Collezione Omnibus, Arnoldo Mondadori Editore, Milano, 1984; Introduzione di Franco Garnero, Collana Oscar, Mondadori, 1988, ISBN 88-04-30750-1.
- Il migliore, trad. di Mario Biondi, con un ricordo di Philip Roth[1], Minimum fax, Roma 2006-2019, ISBN 978-88-7521-081-6.
- Il fuoriclasse, in Romanzi e racconti, vol. I. 1952-1966, a cura di Paolo Simonetti, con saggio introduttivo di Tony Tanner, Collezione I Meridiani, Mondadori, Milano, 2014, ISBN 978-88-0462-711-1.